# 1492 Oppolzer
1492 Oppolzer è un asteroide della fascia principale del diametro medio di circa 12,27 km. Scoperto nel 1938, presenta un'orbita caratterizzata da un semiasse maggiore pari a 2,1728666 UA e da un'eccentricità di 0,1164695, inclinata di 6,05787° rispetto all'eclittica.
L'asteroide è dedicato all'astronomo austriaco Theodor von Oppolzer.